# Джулиани, Рудольф
Ру́дольф Уи́льям Лу́ис «Ру́ди» Джулиа́ни (англ. Rudolph William Louis Giuliani; род. 28 мая 1944, Нью-Йорк) — американский юрист и политик, мэр Нью-Йорка в 1994—2001 годах от Республиканской партии.
Человек года (2001) согласно журналу «Тайм». В 2002 году был удостоен почетного рыцарского звания, дарованного королевой Великобритании Елизаветой II.

## Биография

### Семья и образование
Родился в нью-йоркском районе Бруклина в католической семье, внук эмигрантов из Италии. Отец — Гарольд Джулиани, который работал сантехником, в молодости в мае 1934 года был арестован по обвинению в вооружённом ограблении торговца молоком и полтора года провёл в тюрьме, однако в зрелые годы не был замечен в криминальных делах и, по словам своего сына, привил ему неприязнь к мафии. Мать — Хелен, урождённая Д’Аванзо — работала бухгалтером. Четверо его дядьёв были полицейскими, а один — пожарным.
Рудольф Джулиани окончил среднюю школу имени епископа Лафлина в Бруклине (1961), Манхэттен-колледж в Бронксе (1965), школу права Нью-Йоркского университета (1968, диплом с отличием).

### Начало политической карьеры

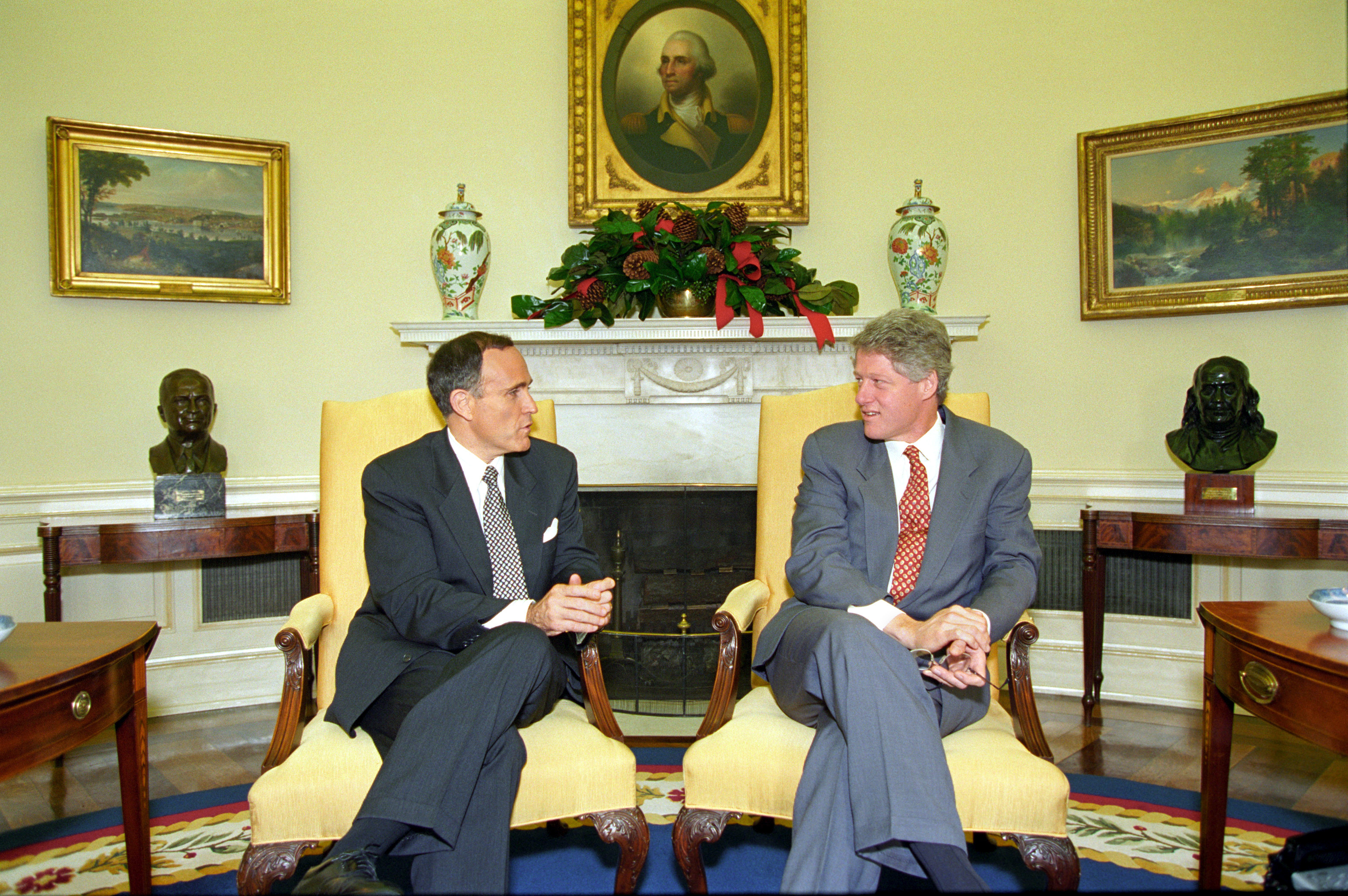
Руди Джулиани и Билл Клинтон

В молодости принадлежал к числу сторонников Демократической партии, традиционно доминировавшей в Нью-Йорке. В середине 1970-х годов зарегистрировался как независимый, а в декабре 1980 года, через месяц после победы на президентских выборах Рональда Рейгана, официально стал республиканцем.
В 1980 году, будучи прокурором, выступал в роли обвинителя Джозефа Бонанно — «Бананового Джо» — известного босса нью-йоркской мафии, главы одного из «5 семейств». В 1986 году подписал ордер на экстрадицию в СССР эстонского коллаборациониста Карла Линнаса, доказав его участие в Холокосте. Во время расследования скандала об инсайдерской торговле фирмами с Уолл-Стрит возглавил обвинение против арбитражера Айвана Боски и Майкла Милкена.

### Мэр Нью-Йорка
В 1989 году впервые баллотировался на пост мэра Нью-Йорка от Республиканской партии, но незначительно уступил демократу Дэвиду Динкинсу (49 % против 51 %). В 1993 году он вторично выдвинул свою кандидатуру на выборах мэра и на этот раз победил Динкинса — 49 % к 46 %, став вторым республиканцем, занявшим этот пост. Провёл избирательную кампанию под лозунгами борьбы с преступностью, сокращения налогов и повышения уровня жизни. В 1997 году был переизбран на второй срок, победив Рут Мессинджер с разрывом в 18 пунктов — 59 % против 41 %.

#### Борьба с преступностью
Начал активно бороться с преступностью, опираясь на теорию «разбитых окон», которая гласит, что необходимо бороться с мелкими преступлениями, чтобы не допускать увеличения их числа и перехода ощущающих свою безнаказанность криминальных элементов к более тяжким преступлениям (точно так же, как если не обратить внимание на несколько разбитых окон, преступники могут постепенно разрушить всё здание). Одной из первых успешных акций в этом направлении стала борьба с «чистильщиками» (en:Squeegee man) — людьми, требовавшими деньги с водителей за некачественное и «насильственное» мытьё ветровых стёкол автомобилей, остановившихся на красный свет или двигавшихся в потоке машин. Джулиани вспоминал, что таких «чистильщиков» оказалось около 180. Им на месте выписывались уведомления о штрафе за нарушение правил уличного движения, при этом выяснялось, что на арест некоторых из них ранее уже были выписаны ордера по обвинению в других преступлениях:

Менее чем за месяц нам удалось значительно снизить остроту этой проблемы. Ситуация зримо улучшилась. Ньюйоркцам это понравилось, как и всем тем приезжим, кто вкладывал деньги в дальнейшее развитие города и в новые рабочие места для его жителей. Это был наш первый несомненный успех.

Джулиани организовал внедрение в практику полиции Нью-Йорка программы CompStat, в рамках которой в определённых точках города постоянно отслеживалась уличная криминальная активность, а ответственность за её пресечение возлагалась на районных полицейских начальников. CompStat позволила полиции пресекать тенденции к росту преступности на ранней стадии, пока она не превратилась в масштабную проблему. Эта программа получила в 1996 году награду за лучшее нововведение в области государственного управления, присуждаемую школой государственного управления имени Джона Кеннеди при Гарвардском университете. Она внедрена в ряде других крупных городов США и за рубежом.
Активная деятельность Джулиани и городской полиции привела к резкому снижению уровня преступности в городе. Общее число преступлений, по разным данным, снизилось на 50—67 %, число убийств — на 64—70 %. При этом сократилось количество применения полицейскими табельного оружия — с 419 случаев в 1997 году до 175 в 2001 году. В то же время работа Джулиани на посту мэра подвергалась критике со стороны афроамериканской общины, представители которой обвиняли полицию в слишком жёстких действиях в их отношении, а также либеральной части общества, недовольной его авторитарным стилем управления.

#### Социально-экономическая сфера
Рудольфу Джулиани удалось существенно сократить число безработных в Нью-Йорке. За счёт более высоких, чем в среднем по стране, темпов экономического роста создавались новые рабочие места. В 1994 году каждый седьмой житель города (1 112 490 человек) получал пособие по безработице, спустя восемь лет — 497 113. Городская администрация сократила или отменила 23 налога — в том числе налог на частный бизнес, не имеющий статуса корпорации, налог на гостиничную аренду и налог с продаж предметов одежды на сумму менее 110 долларов (всего налоги были сокращены на общую сумму в $8 млрд). Ужесточение бюджетной дисциплины привело не только к ликвидации дефицита городского бюджета, но и к значительному профициту (в 2001 году финансовом году он составил $2,9 млрд). Были проведены работы по внешнему благоустройству города, в частности, очищены от мусора ряд общественных мест, в городе появилось 2038 акров новых парков. Оптимизировалось использование городского имущества — если в 1994 году городу принадлежали 1862 пустующих здания, то в 2000 году — всего 633.
В результате комплекса этих мер не только улучшился имидж Нью-Йорка, но и существенно увеличилось количество туристов, посещавших город (с 25,8 млн в 1994 до 37,4 млн в 2000 году).
В городе было основано управление по делам детей, которое было призвано обеспечить защиту наиболее уязвимых категорий детского населения города. Была создана инновационная система HealthStat, которая с помощью компьютерных технологий обеспечивала доступ детей к программам здравоохранения. Администрация Джулиани проводила целенаправленную политику по поощрению усыновления сирот, что привело к значительным успехам — в 1992 году были усыновлены 1784 ребёнка, в 2000 году — 3148. В сфере образования были внедрены программа «Умные школы» по установке 7 тысяч компьютеров в классных комнатах и библиотеках, программа усовершенствования навыков чтения, программа по обеспечению каждого класса библиотечкой из 300 книг и ряд других. Однако добиться столь же впечатляющих успехов в этой сфере, как в других, Джулиани не удалось.

#### Джулиани и Арафат
В 1995 году Джулиани возглавил комитет «Нью-Йорк принимает гостей», проводивший торжественные мероприятия, посвящённые пятидесятой годовщине ООН. Отказался направлять приглашения на эти мероприятия палестинской делегации, представителям Кубы, Ирака, Ирана, Ливии, Северной Кореи, Сомали и Югославии. Однако палестинский лидер Ясир Арафат явился на торжественный концерт в Линкольн-центре. Перед началом концерта Джулиани отдал распоряжение своим сотрудникам: «Вышвырните его. Он пришёл без приглашения». Несмотря на протесты Арафата, палестинский лидер был вынужден покинуть зал. Негативное отношение Джулиани к Арафату было связано с тем, что мэр считал палестинского лидера террористом и виновником организации в 1985 году захвата итальянского лайнера «Акилле Лауро» в ходе которого террористами был убит американский турист: «Я никогда не забываю тех, кто убивает американцев. Человек, отдавший приказ об этой операции, Ясир Арафат, несёт за неё полную ответственность».

#### 11 сентября
Рудольф Джулиани приобрёл мировую известность после трагедии 11 сентября 2001 года, когда он участвовал в организации спасательных работ после террористической атаки на Всемирный торговый центр. Помимо прочего, своими искренними выступлениями по радио, обращёнными к жителям Нью-Йорка, он способствовал предотвращению паники среди горожан, убедил их, что ситуация контролируется властями. Позднее вспоминал, что сохранить спокойствие ему помог давний совет отца:

Самый лучший совет дал мне мой отец: «Если ты в опасности и все вокруг тебя в панике, кричат от страха, заставь себя успокоиться. Просто заставь. Скажи сам себе: „Я спокоен, я ничего не боюсь“. Если в доме пожар и все люди в страхе видят только огонь, то тот человек, который сохраняет спокойствие, найдет запасный выход».

Журнал «Time» признал его «человеком года — 2001». Этот же журнал отмечал: «Спасибо Джулиани за то, что он верит в нас больше, чем мы сами верим в себя, за его удивительную храбрость и необходимую дерзость» (по данным журнала, больше всего предложений от читателей еженедельника поступило на две кандидатуры — Джулиани и Буша. Бен Ладен был на третьем месте. Объясняя решение журнала, главный редактор Time Джеймс Келли сообщил, что Джулиани, особенно проявивший себя в связи с трагедией 11 сентября, «тронул нас эмоционально так, как никто другой, включая президента (Буша)»). В феврале 2002 года в награду за действия в ходе кризиса после 11 сентября королева Великобритании Елизавета II пожаловала Джулиани почётный рыцарский титул.
После 11 сентября значительную известность получило решение Джулиани вернуть чек на $10 млн, переданный в фонд помощи пострадавшим саудовским принцем аль-Валидом, который в своём пресс-релизе об этом даре призвал США «пересмотреть свою политику на Ближнем Востоке, выработать более сбалансированный подход к требованиям палестинской стороны». Многие родственники погибших поддержали это решение мэра, заявив, что «нам не нужны его кровавые деньги».
Критики Джулиани утверждают, что он провёл так много времени на развалинах Мирового Торгового Центра потому, что штаб-квартира Офиса чрезвычайных ситуаций (англ. Office of Emergency Management), где должен был бы работать мэр Нью-Йорка, по недосмотру Джулиани была расположена не в защищённом бункере, а на 23-м этаже 7 WTC, где и была уничтожена в результате террористической атаки.

### После 2001 года

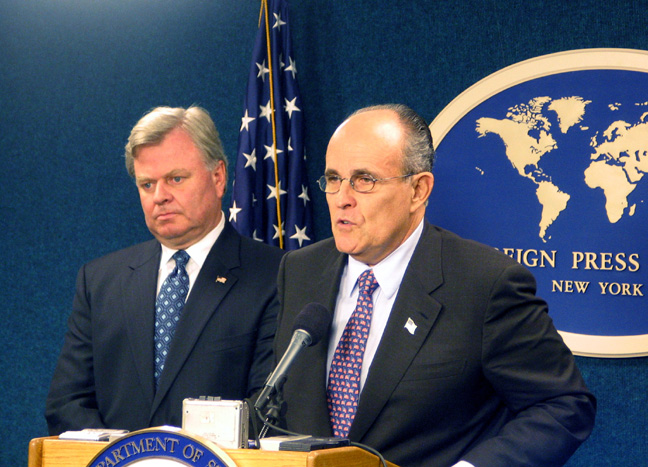

В ноябре 2001 года Джулиани не участвовал в новых выборах мэра, так как по закону не имел права баллотироваться на третий срок. Однако он сыграл значительную роль в том, что его преемником стал республиканец Майкл Блумберг.
В 2002 году Джулиани основал фирму Giuliani Partners, занимающуюся консультированием в области безопасности и инвестициями. В 2004 году Giuliani Partners приобрела инвестиционный банк Ernst & Young Corporate Finance, ранее являвшийся частью одноимённой бухгалтерской компании. Банк был переименован в Giuliani Capital Advisors. В 2005 году он стал партнёром и руководителем нью-йоркского отделения техасской юридической фирмы Bracewell & Patterson, переименованной в Bracewell & Giuliani.
В 2004 году Джулиани поддержал кандидатуру Джорджа Буша в борьбе за переизбрание на президентский пост. В феврале 2007 года он объявил о намерении участвовать в президентской избирательной кампании 2008 года. При этом по своим политическим взглядам он находился чуть левее большинства республиканских избирателей — так, Джулиани выступал за контроль над частным владением оружием, считал допустимыми однополые гражданские союзы, исследование стволовых клеток эмбрионов и аборты (несмотря на свою принадлежность к католической церкви и личное негативное отношение к абортам). 29 января 2008 года на важных «праймериз» в штате Флорида занял лишь третье место, после чего объявил о прекращении участия в избирательной кампании и поддержке кандидатуры сенатора Джона Маккейна на пост президента. По словам политолога, профессора Университета Южной Флориды Сьюзен Макмэнэс,

стиль ведения президентской кампании тоже отличает Джулиани от многих других. Он ни разу не использовал так называемую «грязную» тактику. Вёл себя очень благородно по отношению к соперникам. Объявив об отказе от дальнейшей борьбы, он поддержал сенатора Маккейна и его поддержка чрезвычайно важна, потому что сторонники Джулиани, которых довольно много, пойдут за ним в лагерь Маккейна.

Автор мемуаров «Лидер» (русское издание — М., 2004). Заявил российской газете «Известия», что

я счастливый человек, у меня много героев. Это мой отец, президент Рональд Рейган, британский премьер Уинстон Черчилль, пожарные Нью-Йорка. Я беру с них пример, в них — источник моей силы.

Согласно опросу, проведённому 13—14 сентября 2011 года, Рудольф Джулиани победил бы Барака Обаму на президентских выборах, если бы они прошли в тот момент, однако Джулиани не стал участвовать в предвыборной гонке.
На президентских выборах в 2016 году поддержал кандидатуру Дональда Трампа. Является его давним другом и ближайшим помощником. После победы Трампа на выборах Рудольф Джулиани назывался как один из наиболее вероятных кандидатов на пост госсекретаря США, однако на эту должность в итоге был выдвинут председатель совета директоров и CEO нефтяной компании «ExxonMobil» Рекс Тиллерсон. Однако избранный президент назначил Джулиани своим неофициальным советником по кибербезопасности 12 января 2017 г.
В 2019 году в качестве личного адвоката Трампа оказался замешан в «Украинагейте»: как стало известно, в период с мая по август 2019 года Дональд Трамп и Руди Джулиани якобы оказывали «давление» на новоизбранного президента Украины Владимира Зеленского, пытаясь убедить его возобновить расследование нелегальной деятельности Хантера Байдена — сына Джо Байдена.

## Кино и телевидение
Джулиани сыграл самого себя (камео) в сериалах «Закон и порядок» (11 сезон (2000—2001), 1 серия) и «Грейвс» (1 сезон (2016), 1 серия), кроме того, сыграл самого себя в фильме «Управление гневом». Сыграл самого себя в комедии «Приезжие» 1999 года.
В 2020 г. Джулиани, вопреки своему желанию, стал героем эпизода фильма «Борат 2», в котором актриса Мария Бакалова брала у него интервью в интимной обстановке, после чего из укрытия выскочил Саша Барон Коэн («Борат»).

## Личная жизнь
Джулиани трижды женат.
Первая жена — Регина, урождённая Перуджи, его троюродная сестра. Они поженились в 1968 году, брак был расторгнут в 1982 году.
Вторая жена — Донна, урождённая Кофновец, телерепортёр и актриса. Брак зарегистрирован в 1984 году, расторгнут в 2002 году; в этом браке родились сын Эндрю и дочь Кэролайн. В последние годы их брака супруги находились в жёстком конфликте друг с другом, который активно обсуждался прессой. Причиной конфликта стала демонстративная близость мэра со своей новой подругой Джудит.
Третья жена — Джудит, урождённая Стиш, менеджер фармацевтической компании. Брак зарегистрирован в 2003 году.
В 2000 году Джулиани прошёл интенсивный курс лучевой терапии в связи с обнаруженным у него раком простаты. После него он вернулся к активной общественно-политической деятельности. Однако болезнь привела к тому, что в том же году он отказался от борьбы за пост сенатора США от штата Нью-Йорк (на принятие этого решения повлияли и семейные проблемы Джулиани).